# Ingrid Petitjean
Pour les articles homonymes, voir Petitjean.
 (mai 2024).
Si vous disposez d'ouvrages ou d'articles de référence ou si vous connaissez des sites web de qualité traitant du thème abordé ici, merci de compléter l'article en donnant les références utiles à sa vérifiabilité et en les liant à la section « Notes et références ».
Ingrid Petitjean, née le 11 décembre 1980 à Menton, est une skippeuse française.
Ancienne athlète de l'équipe de France de voile olympique, elle est licenciée à la Société nautique de Marseille puis au Yacht Club Pointe Rouge. Longtemps[Quand ?] en tête du classement mondial ISAF, Nadège Douroux et elle constituent l'un des équipages les plus ancrés[pas clair] dans la voile française. Avec de nombreux résultats significatifs, Ingrid Petitjean a participé deux fois aux Jeux olympiques en 470.

## Biographie

### Jeunesse et débuts
Ingrid Petitjean est née à Menton le 11 décembre 1980.
Après avoir pratiqué la gymnastique[Laquelle ?] et l'athlétisme, elle commence la voile sur Optimist à l'âge de 8 ans. En 1996, elle quitte l'Optimist pour l'Europe, dériveur solitaire olympique, et intègre la section sport-étude à Marseille. En 1998, elle commence le dériveur double olympique 470, avec Nadège Douroux.

### Carrière de skippeuse de haut niveau
Entre 2002 et 2010, elle obtient cinq médailles aux Championnats du monde avec Nadège Douroux (deux d'argent et trois de bronze) et deux aux Championnats d'Europe (une d'or et une de bronze. Elles participent aussi ensemble aux Jeux olympiques d'été de 2004 à Athènes où elles terminent à la 10e place. Ingrid Petitjean fait en revanche équipe avec Gwendolyn Lemaitre pour les Jeux olympiques d'été de 2008 à Pékin, où le duo finit 11e.

### Études et activités professionnelles
Elle suit des études de sciences du sport à l'université de Marseille jusqu'à la maîtrise puis termine son cursus STAPS avec un master « Entraînement et management du sport » et un diplôme universitaire de coaching et performance mentale à Dijon en 2005. En 2005, elle se marie avec Olivier Backès, ancien athlète de l'équipe de France de voile. En 2009, elle est certifiée « Coach and Team » (formation Vincent Lenhardt) et exerce la profession de coach, préparateur mental et formatrice. Elle travaille désormais avec des sportifs et des entreprises sur des approches de coaching et de préparation mentale.

## Palmarès

### Jeux olympiques
- 10e aux Jeux olympiques d'été de 2004 à Athènes avec Nadège Douroux
- 11e aux Jeux olympiques d'été de 2008 à Pékin avec Gwendolyn Lemaitre

### Championnats du monde
- 3e du championnat du monde de 470 en 2002 avec Nadège Douroux
- Vice-championne du monde de 470 en 2003 avec Nadège Douroux
- 3e du championnat du monde de 470 en 2005 avec Nadège Douroux
- Vice-championne du monde de 470 en 2007 avec Nadège Douroux
- 3e du championnat du monde de 470 en 2009 avec Nadège Douroux

### Championnats d'Europe
- 3e du championnat d'Europe de 470 en 2010 avec Nadège Douroux
- Championne d'Europe de 470 en 2005 avec Nadège Douroux

### Autres épreuves
- Vainqueure des Jeux méditerranéens en 2001
- Deuxième des Jeux mondiaux de la voile en 2002 à Marseille
- Vainqueure des Jeux mondiaux de la voile en 2006
- Deuxième des Jeux méditerranéens en 2009 à Marseille
- Vainqueure de la Coupe du monde de voile 2010

## Publications
Par ordre chronologique de publication.
- La Préparation mentale : Se mettre en posture de gagnant !, préface de Nicolas Dugay, éd. Jouvence, janvier 2014  (ISBN 978-2889114801)
- Petit Cahier d'exercices pour développer un mental de gagnant, avec Nicolas Dugay, éd. Jouvence, novembre 2015  (ISBN 978-2889116652)
- La Bible de la préparation mentale : La Méthode Target : de la théorie à la pratique, avec Christian Target, éd. Amphora, juin 2016  (ISBN 978-2851809315)
- Développer son mental pour se remettre au sport, avec Nicolas Dugay, éd. Jouvence, Avril 2022  (ISBN 2889536106)
- Gagnez 15% de votre temps, avec Nicolas Dugay, Sihem Djaafar, Erika King Soon, éd. Jouvence, août 2023  (ISBN 2889538109)